# Neil McCarthy
Neil McCarthy (Lincoln, Lincolnshire, 26 de juliol 1932 - Fordingbridge, Hampshire, 6 de febrer 1985) és un actor anglès conegut per la seva aparença física particular causada per l'acromegàlia. Va morir d'esclerosi lateral amiotròfica amb 52 anys.

## Filmografia
Filmografia:
- The Criminal (1960)
- Sands of the Desert (1960)
- Offbeat (1961)
- Solo for Sparrow (1962)
- The Pot Carriers (1962)
- The Cracksman (1963)
- Zulu (1964)
- The Hill (1965)
- Cuckoo Patrol (1967)
- El desafiament de les àguiles (Where Eagles Dare) (1968)
- Follow Me! (1972)
- Steptoe and Son Ride Again (1973)
- Trial by Combat (1976)
- La increïble Sarah (The Incredible Sarah) (1976)
- El lladre de Bagdad (The Thief of Baghdad) (TV, 1978)
- George and Mildred (1980)
- Shōgun (1980)
- The Monster Club (1980)
- Lluita de titans (Clash of Titans) (1981)
- Time Bandits (1981)